# Davide Calabria
Davide Calabria (Bréscia, 6 de dezembro de 1996) é um futebolista italiano que joga como lateral-direito. Atualmente, joga no Panathinaikos.

## Carreira

### Milan
No Milan desde 2006, Calabria fez sua estreia na Serie A em 30 de maio de 2015 contra o Atalanta, substituindo Mattia De Sciglio aos 84 minutos em 1 a 3 fora de casa. Em 15 de julho de 2015, a Calabria foi oficialmente promovido à primeira equipe. Ele fez sua primeira partida em uma vitória por 3 a 2 sobre o Palermo em 22 de setembro, jogando 49 minutos, e foi altamente elogiado por sua performance. Ele marcou seu primeiro gol profissional pelo Milan contra a Roma no dia 25 de outubro de 2018.

## Seleção Italiana
Calabria estreou pela Itália Sub-21 em 13 de outubro de 2015, num jogo de qualificação contra a Irlanda.
Em junho de 2017, ele foi incluído na seleção sub-21 da Itália para o Campeonato da Europa Sub-21 de 2017 pelo técnico Luigi Di Biagio. 

## Estilo de jogo
Calabria é um defensor rápido que gosta de avançar e apoiar os movimentos de ataque de sua equipe. Sua forte sobreposição de corridas ofensivas, capacidade de cruzamento e técnica sólida causaram problemas para a Juventus na final da Coppa Italia de 2016, apesar de ter sido ele quem não perseguiu Álvaro Morata pelo flanco corretamente para evitar a criação de oportunidades de gol. Considerado um jogador jovem e promissor, defensivamente, seu posicionamento, tomada de decisões e enfrentamento são louváveis, e ele também atraiu elogios de especialistas e ex-jogadores por sua maturidade e personalidade, apesar de sua juventude. Embora ele não seja fisicamente dominante, ele é dotado de bom ritmo e resistência, e também pode recuperar sua posição defensiva rapidamente, o que lhe permite cobrir o flanco de forma eficaz. Ex-médio em sua juventude, ele é lateral direito, ele é um jogador altamente versátil que é capaz de jogar em várias posições, e é igualmente adepto da lateral-esquerda devido a sua habilidade com os dois pés, apesar de sendo naturalmente de pé direito.

## Títulos

### Clube
Milan 
- Supercoppa Italiana: 2016, 2024
- Campeonato Italiano: 2021–22

Bologna
- Coppa Italia: 2024–25[9]